# Ulmeritoides huitoto
Ulmeritoides huitoto is een haft uit de familie Leptophlebiidae. De wetenschappelijke naam van de soort is voor het eerst geldig gepubliceerd in 2003 door Domínguez & Zuniga.